# Chaetodontoplus poliourus
Chaetodontoplus poliourus е вид бодлоперка от семейство Pomacanthidae. Видът не е застрашен от изчезване.

## Разпространение и местообитание
Разпространен е в Индонезия, Палау, Папуа Нова Гвинея и Соломонови острови.
Обитава морета, лагуни и рифове. Среща се на дълбочина от 1 до 20 m.

## Описание
На дължина достигат до 8,6 cm.
Популацията на вида е стабилна.